# Paderne (Melgazo)
Paderne es una freguesia portuguesa del concelho de Melgazo, con 13,56 km² de superficie y 1.235 habitantes (2001). Su densidad de población es de 91,1 hab/km².

## Galería

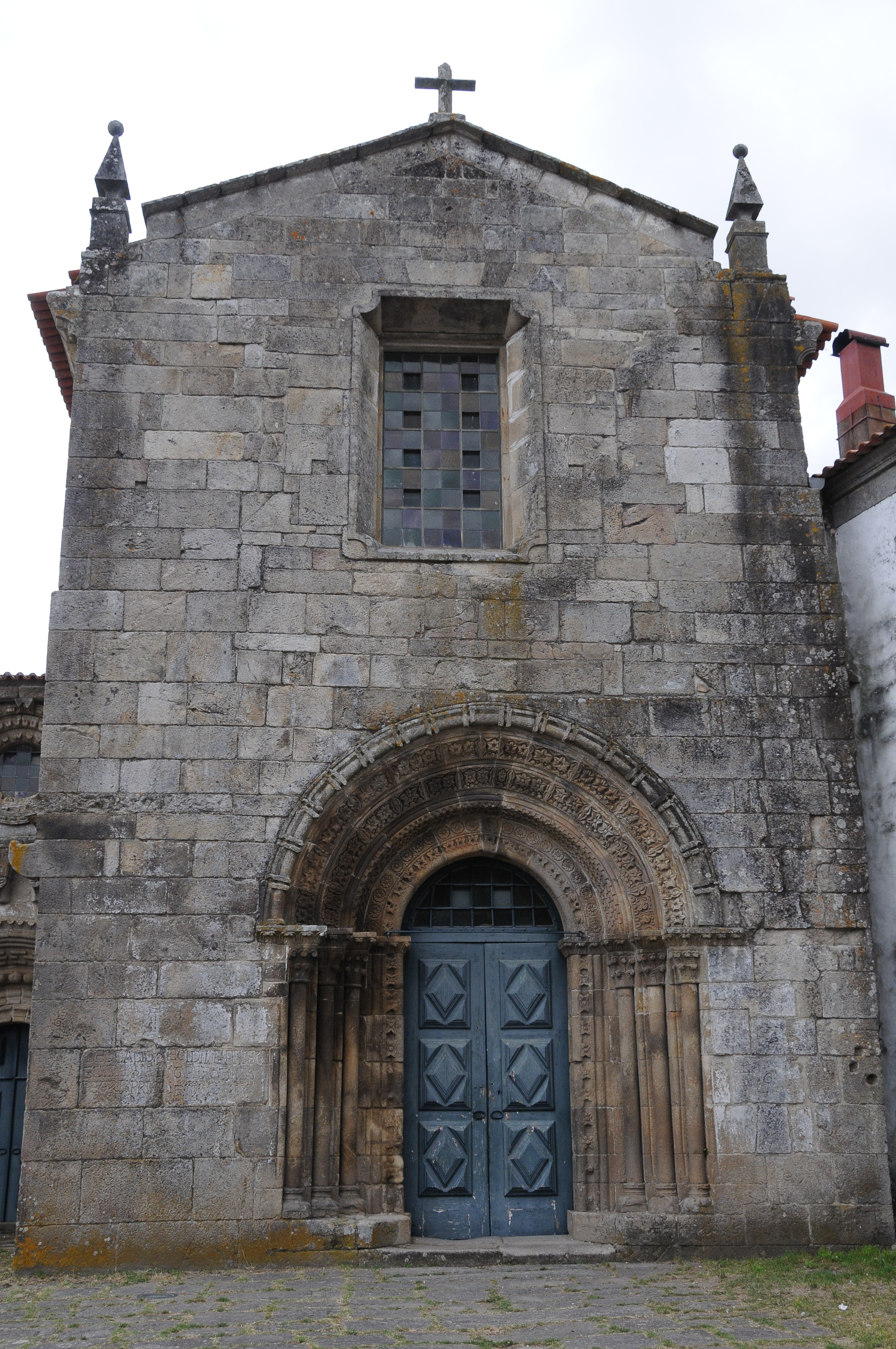
Iglesia de Paderne